# Bela Vista de Minas
Bela Vista de Minas is een gemeente in de Braziliaanse deelstaat Minas Gerais. De gemeente telt 10.333 inwoners (schatting 2009).

## Aangrenzende gemeenten
De gemeente grenst aan Itabira, João Monlevade, Nova Era, Rio Piracicaba en São Domingos do Prata.